# Dor Mărunt, Călărași
Dor Mărunt este satul de reședință al comunei cu același nume din județul Călărași, Muntenia, România. Stație de cale ferată.